# Pilar de Goiás
Pilar de Goiás là một đô thị thuộc bang Goiás, Brasil. Đô thị này có diện tích 906,648 km², dân số năm 2007 là 2226 người, mật độ 2,5 người/km².